# Коббаут, Элиас
Элиас Коббаут (нидерл. Elias Cobbaut; 21 ноября 1997 года, Бельгия) — бельгийский футболист, защитник клуба «Спарта Прага» и сборной Бельгии.

## Карьера
Коббаут — воспитанник клуба «Расинг Мехелен». 1 февраля 2014 года дебютировал за клуб в матче второго бельгийского дивизиона против «Стандард Веттерена». С 2015 года Коббаут является игроком «Мехелена». Поначалу тренировался с молодёжной командой, с конца сезона 2015/16 появлялся в заявке на матч команды главной, однако на поле не выходил.
Сезон 2016/17 начал с основной командой. 13 августа 2016 года он дебютировал в Лиге Жюпиле в поединке против «Кортрейка», выйдя на замену на 86-й минуте вместо Желько Филиповича
Летом 2018 года Элиас Коббаут перешел в бельгийский «Андерлехт», с которым подписал пятилетний контракт.